# Euvy
Euvy település Franciaországban, Marne megyében. Lakosainak száma 79 fő (2022. január 1.). Euvy Fère-Champenoise, Connantray-Vaurefroy, Corroy és Gourgançon községekkel határos.

## Népesség
A település népességének változása:
| Lakosok száma | 163  | 130  | 112  | 86   | 84   | 85   | 83   | 81   | 80   | 79   |
|               | 1968 | 1982 | 1990 | 2006 | 2013 | 2015 | 2017 | 2019 | 2020 | 2022 |